# J’adore Hardcore
A J’adore Hardcore a német Scooter együttes 2009-ben megjelent kislemeze, az első az "Under The Radar Over The Top" című albumról. Stílusát tekintve hardstyle, amellyel a korábbi jumpstyle stílustól távolodott el kissé a zenekar. Ez a szám négy másik dal feldolgozása egyben: a fő dallammotívumot a Planet Funk "Chase The Sun" című számából vették át, a másik dallamot a The Pitcher "I Just Can't Stop" című számából, egyes zenei alapokat az Activator "Lullaby" című dalából, a szöveg egyes elemei pedig a Tat & Zat "Proud To Be Loud" című számából vannak. Nem sokkal előtte jelent meg Micki Krause "Düp Düp" című száma, mellyel a közönségénekeltetés okán mutat rokonságot.
A kislemezváltozat eltér az albumon hallható verziótól, előbbi ugyanis némiképp hosszabb, az elején hallható egy bevezetés, ami ezen nem szerepel.
A "Chase The Sun"-t egyszer már feldolgozták, a 2007-es "The Ultimate Aural Orgasm" albumon hallható a "The Shit That Killed Elvis" című szám, amely bizonyos szintű hasonlóságot mutat a "J'adore Hardcore"-ral.
A dal címe onnan jött, hogy H.P. Baxxter tévécsatornák között kapcsolgatott, és az egyik francia nyelvű adón épp a "J’adore" kifejezést hallotta, mely után rögtön odamondta önkéntelenül is a rímelő "hardcore" kifejezést. Hogy a francia hangzás tökéletes legyen, Michael Simon Párizsba utazott, hogy az egyik, vele kapcsolatban lévő Scooter-rajongó fotográfus, Maddy Julien hangját rögzíthesse a dalhoz.

## Számok listája
1. J’adore Hardcore (Radio Edit) (3:47)
2. J’adore Hardcore (The Melbourne Club Mix) (5:51)
3. J’adore Hardcore (Extended Mix) (5:39)
4. J’adore Hardcore (Megastylez Edit) (3:19)
5. Dushbag (4:38)

Ez a kislemez is megjelent kétszámos kiadásban, azon csak a "Radio Edit" és az "Extended" hallható. Az intenetről letölthető kiadáshoz mellékelték a "Megastylez Remix"-et.

### Vinyl verzió
- A1: The Melbourne Club Mix
- A2: Extended Mix
- B1: Megastylez Remix
- B2: Eric Chase Remix

## Más változatok
Promóciós célból kiadott Kontor Records-anyagon szerepelt egy úgynevezett "Eric Chase Edit", amely 3 perces hosszúságú, de hivatalosan végül nem jelent meg.
A "The Melbourne Club Mix", a "Megastylez Remix" és az "Eric Chase Remix" felkerültek az "Under The Radar Over The Top (20 Years of Hardcore Expanded Edition)" című 2013-as kiadványra is.
Koncertváltozata szerepel a 2010-es "Live In Hamburg" kiadványon, a 2011-es "The Stadium Techno Inferno" videón, és a 2020-as "I Want You To Stream" koncertalbumon.

## Videoklip
Kétféle változatban készült: egy rövidebb és egy hosszabb. A videóklipet Mallorcán forgatták két nap alatt. A forgatás nem zajlott zökkenőmentesen: kirabolták H.P. Baxxtert a szállodai szobájában. Mikor elment a rendőrségre, ott nem értették meg, s kérték, hogy jöjjön vissza egy spanyol tolmáccsal. Nem sokkal azután, hogy eltávozott, az ETA nevű terrorszervezet felrobbantotta a rendőrség épületét. A klip hosszabb verziója a legnézettebb Scooter-videóklip, mely 2020 szeptemberében átlépte a 40 milliós nézettséget.
A klipben főszerepet kapott két ausztrál táncos, Pae és Sarah, akik aztán a turnéra is elkísérték a Scootert. Ők a hardstyle egyik táncformáját, a Melbourne Shuffle-t űzték profi szinten, így kerültek a klipbe. További jelenetekben koncertfelvételek láthatóak.

## Közreműködtek
- H.P. Baxxter a.k.a. MC Hummin' A Bum (szöveg)
- Rick J. Jordan, Michael Simon (zene)
- Jens Thele (menedzser)
- Alessandro Neri, Marco Baroni, Domenico Canu, Sergio Della Monica, Simon Anthony Duffy (eredeti szerzők)
- Marquez Klamt, Rico Bass, Tobias Leidereiter (Megastylez)
- Maddy Julien (női vokál)
- Nicole Wendt, Linda Weber, Robert Larsz, Jascha Achampong, Rieke Woker, Achim Janssen (kórus)
- Jan Benkmann és Voodoo (külön köszönet)
- Martin Weiland (borítóterv)
- Michaela Kuhn (fényképek)